# Porsche 356
Porsche 356 je bio prvi automobil tvrtke Porsche. To je bio lagan i okretan automobil sa stražnjim pogonom i straga smještenim motorem. Proizvodio se kao coupe i kabriolet. Tijekom proizvodnje se nadograđivao i natjecao u raznim natjecanjima te mu je rasla popularnost.
Proizvodnja je počela u Austriji 1948. gdje je napravljeno otprilike 50 automobila. Godine 1950. tvornica je premještena u Zuffenhausen u Njemačkoj gdje se proizvodnja nastavila do travnja 1965. Pretpostavlja se da je otprilike pola proizvedenih automobila još uvijek u voznom stanju. 356 je proizveden u 76 000 primjeraka

## Nastanak
Prije Drugog svjetskog rata Porsche je dizajnirao i proizveo tri Type 64 automobila za utrku od Berlina do Rima 1939. godine, no utrka je otkazana. Godine 1948. prototip 356 modela nazvan "No. 1" je bio dovršen. To je dovelo do debate da je to prvi Porscheov automobil ali službeno Porsche drži 356 kao prvi proizvedeni serijski automobil.
356 je djelo Ferdinanda Porschea (sina osnivača kompanije Dr. Ing. Ferdinand Porsche-a) ali on je napravio i prvu originalnu Bubu. Oba automobila su dijelila mnoge komponente. 356 je imao boxer motor s 4 cilindra, hlađen je zrakom, a postavljen straga. Dok je karoseriju dizajnirao Porscheov zaposlenik Erwin Komenda, mehanički dio (motor, ovjes, šasija) je preuzet od Volkswagena. Prvi 356 je registriran 8. lipnja 1948. i koristio je mnoge dijelove Volkswagena radi jeftinije proizvodnje. No uskoro, Porsche je redizajnirao automobil s fokusom na tehničke dijelove. Do kasnih pedesetih 356 je djelio sve manje dijelova s Volkswagenom. Prvi modeli proizvedeni u Austriji su ručno rađeni i korišten je aluminij. Kad je proizvodnja premještena u Njemačku umjesto aluminija korišten je čelik. Prvi modeli su se prodavali u Njemačkoj i Austriji, Porscheu je trebalo dvije godine da napravi prvih 50 automobila, do ranih pedesetih 356 je počeo zanimati entuzijaste i u Sjevernoj Americi zbog aerodinamike, upravljivosti i odlične završne obrade. Bilo je uobičajno da se vlasnici Porschea 356 utrkuju sa svojim automobilima ali i da ih koriste svakodnevno. Do 1964. Porsche je prodao preko 10 000 modela 356.

## Inačice
Osnovni dizajn automobila je ostao isti tijekom svih 17 godina proizvodnje uz malene preinake ovisno o varijanti. Kabriolet se proizvodio od samog početka a u ranim pedesetima su kabrioleti činili 50% prodaje. Jedan od najcjenjenijih i najpoželjnijih modela među kolekcionarima je 356 "Speedster" predstavljen kasne 1954. godine nakon što je Max Hoffman, uvoznik Porschea za Sjedinjene Američke Države
predložio kompaniji da bi se jeftiniji model bez krova dobro prodavao u SAD-u. Speedster je imao nisko vjetrobransko staklo koje se moglo maknuti za vrijeme utrka vikendom, školjkasta sjedala i maleni pomični krov. Najpopularniji je bio u Južnoj Kaliforniji, najveći prodajni rezultati su bili 1957. godine kada je prodan u 1171 primjerak. Pred kraj 1958. ga je zamijenio "Convertible D" model.
Porscheov 356 model je doživio 3 facelifta tijekom proizvodnje.
356 (1948. – 55.), 356A (1955. – 59.), 356B (1959. – 63.), 356C (1963. – 65./66.)

## Povratak 2013.
Porsche bi trebao vatiti 356 model tokom 2013. godine, kao što je 356 bio baziran na VW Bubi novi bi trebao biti baziran na VW Bluesport Concept vozilu i koristiti motore iz VAG game a cijena bi trebala biti ispod 40000 američkih dolara.